# Ładoroże
Ładoroże (biał. Ладараж; ros. Ладорож) – wieś na Białorusi, w obwodzie brzeskim, w rejonie pińskim, w sielsowiecie Łasick, nad Styrem i w pobliżu granicy z Ukrainą.
Wieś graniczy z Rezerwatem Krajobrazowym Prostyr.

## Historia
W dwudziestoleciu międzywojennym leżało w Polsce, w województwie poleskim, w powiecie pińskim, w gminie Wiczówka. W 1932 w Ładorożu kręcone były sceny do filmu Dzikie pola.
Po II wojnie światowej w granicach Związku Sowieckiego. Od 1991 w niepodległej Białorusi.